# Антон Мечкуев
Антон Михайлов Мечкуев е български график-приложник в областта на плаката, пространственото оформление, запазената марка, пощенската марка, архиграфиката, книгоиздаването.

## Биография
Роден е на 26 март 1920 година в Плевен. Учи приложна графика при проф. Иван Пенков и проф. Васил Захариев. Завършва в 1944 година стенопис в Национална художествена академия, София, при проф. Дечко Узунов. От 1948 година работи на свободна практика в София. Членува в СБХ. Художествен редактор на сп. „Наша родина“ (от 1955). От 1948 г. създава плакати, участва в конкурси и печели много първи награди за рекламни – търговски, културни и политически плакати. Участва в ОХИ на приложните изкуства и приложната графика, излага в чужбина – Торонто, Бърно, Варшава, Любляна, Берлин, Москва, Будапеща и др., урежда самостоятелни изложби във Варшава (1965), Прага (1965), Будапеща (1966), ретроспективна изложба в София (1971). Проектира пространствено оформление на павилиони на Пловдивския международен панаир, на българските търговски павилиони в Познан, Загреб, Будапеща и др. Плакати: „България. 2500 години изкуство“ (1958), „XIX международен панаир в Пловдив“ (1960), „Седмица на българската книга“ (1963), „I международна изложба на книгата“ (1967), „Празник на поезията“ (1967), Международен панаир – Пловдив“ – постоянен плакат (1970), „Световен конгрес на архитектите – Варна“ (1972), плакати за ОХИ на СБХ, на БКП и др. Създава запазени марки, емблемата на СИВ (1975, първа награда на конкурс). С плакатите си допринася за цветовото обогатяване на българския плакат с подчертана декоративност на изграждането. Негови плакати за съхраняват в Музея на плаката във Варшава. Награден с I награди за плакати (1958, 1960, 1962, 1967, 1970, 1972), с орден „Кирил и Методий“ – II ст. (1970), I ст. (1980).

## Публикации
- THE POSTER an illustrated history from 1860 от Harold F. Hutchison. Published in Great Britain, 1968, by Studio Vista Limited
- Who is who GA, vol.1, p 81; Neue Werbung 1961, Who is who GA, vol.2 1968
- Gebrauchsgraphik 1961, 1967
- International Poster Annual 1962; ca 1966, H.F. Hutchinson, The Poster 1968
- W. Diethelm, Signet Signal Symbol 1970, 6e Biennale des Arts Graphiques BRNO 1974